# Nangishlishma
Nangishlishma o Nangišlišma va ser rei de la primera dinastia de Kish a Sumer, el tercer dels anomenats a la llista de reis sumeris, posterior al diluvi. Hauria regnat cap a l'any 2900 aC. Al seu mític regnat se li assigna una durada de 670 anys.